# Jing de Han
O Imperador Jing de Han (188 a.C-141 a.C) foi um imperador da China da Dinastia Han a partir de 156 a.C.a 141 a.C. No seu reinado houve a redução do poder dos príncipes feudais, que resultou na Revolta dos Sete Estados em 154 a.C. O Imperador Jing conseguiu esmagar a revolta e foi negado aos príncipes posteriormente os direitos de nomear ministros para o seu feudo. Este movimento consolidou o poder central que abriu caminho para o glorioso e longo reinado de seu filho do Imperador Wu de Han. 
O Imperador Jing tinha uma personalidade complexa, ele continuou a política do seu pai, o imperador Wen de não-interferência com as pessoas, reduziu impostos e outros encargos, e aumentou as influências taoistas, devido à sua mãe, a Imperatriz Dou, ele continuou a política de redução das sentenças penais de seu pai. No entanto, ele também foi criticado pelos duros tratamentos à Yafu Zhou, o general cujas habilidades permitiu a vitória na Revolta dos Sete Estados, e sua esposa Imperatriz Bo. 

## Primórdios e carreira como príncipe herdeiro
O Imperador Jing nasceu da relação entre o Imperador Wen, então Príncipe de Dai, e a Concubina Dou, uma de suas favoritas concubinas, em 188 a.C. Ele era o filho mais velho. Após o seu pai se tornar imperador em 180 a.C, o então príncipe Qi tornou-se príncipe herdeiro em 179 a.C. Ao mesmo tempo, sua mãe se tornou imperatriz. 
Na sua infância como príncipe herdeiro, o príncipe Qi foi elogiado por ser compassivo. Ele foi profundamente influenciado por sua mãe, a Imperatriz Dou, que era taoista e exigia de todos os seus filhos e netos que estudassem as doutrinas taoistas. Ele também desenvolveu laços profundos com a sua irmã mais velha, Princesa Liu Piao (刘嫖) e seu irmão mais novo Wu Liu (刘武), ambos também filhos da Imperatriz Dou. 
Quando Príncipe Qi ficou mais velho, como era costume, ele estabeleceu o seu próprio lar, e um membro do seu agregado familiar, Chao Cuo (晁错), conhecido por sua inteligência e implacável eficiência, bem como o seu talento retórico, se tornou um conselheiro de confiança do Príncipe Qi. 
Em 157 a.C, o Imperador Wen morreu e o Príncipe Qi se tornou imperador. De acordo com a vontade do imperador Wen, o período de luto foi encurtado. O Imperador Jing se casou com a a Princesa Bo (um membro do clã por parte de sua avó) e se tornou imperatriz. 

## Nomes de Eras
Estes "nomes de era" não são verdadeiros "nomes de era", no sentido de que foram instituídos pelo filho do Imperador Jing, o Imperador Wu. O próprio Imperador Jing, teria simplesmente referido-se ao número de anos do seu reinado, mas por razões desconhecidas repos a contagem duas vezes, exigindo, portanto, historiadores para consultá-las separadamente. 
- Qianyuan (前元Qian yuan) 156 a.C.150 a.C
- Zhongyuan (中元Zhong yuan) 149 a.C.144 a.C
- Houyuan (后元Hou yuan) 143 a.C.141 a.C

## Começo do reinado
O Imperador Jing continuou a política de não interferência com a população e redução de impostos e outros encargos do seu pai. Sob Jing, os impostos foram cortados ao meio, a um trigésimo do total.  Ele continuou a sua política de redução de sanções penais e, em 156 a.C, assim como o pai, que abolido os castigos corporais de cortar o nariz e pés fora, o Imperador Jing também diminuiu reduziu o número de chicotadas que os criminosos, pois causava muitas mortes. (Ele viria a reduzir a pena de novo em 144 a.C.) Ele também continuou a política do pai de amizade com Xiongnu, o que evitou grandes conflitos com o vizinho do norte. No entanto, um problema confrontado pelo Imperador Jing foi o poder dos príncipes das linhas do clã imperial. Os príncipes muitas vezes criaram as suas próprias forças militares e resistiam à decretos emitidos pelo imperador. Este já foi um problema enfrentado pelo Imperador Wen, porém ele não tomou quaisquer medidas decisivas sobre o assunto. 
O Imperador Jing não designou um príncipe herdeiro para nos primeiros anos de seu reinado, porque a Imperatriz Bo não teve nenhum filho. Sua mãe, a imperatriz viúva Dou, queria que ele fizesse de seu irmão mais novo Liu Wu, o Príncipe de Liang, o príncipe herdeiro, mas isso não aconteceu devido à oposição por parte dos funcionários. No entanto, foi dado à Liu Wu muitos privilégios que não eram concedidos a outros príncipes. 

## A Rebelião dos Sete Estados
A questão de lidar com poderosos príncipes iria em breve causar uma guerra, mais tarde conhecida como a Rebelião das Sete Estados. O Imperador Jing já tinha uma relação hostil com seu primo distante (o sobrinho de seu avô, o Imperador Gao) Liu Pi (刘濞), o príncipe do Principado de Wu (sul da moderna Jiangsu, no norte de Zhejiang, o sul de Anhui, e norte Jiangxi), que possuía, entre outros recursos naturais, abundantes fornecimentos de cobre e sal. Quando o Imperador Jing era príncipe herdeiro, o herdeiro aparente de Liu Pi, era Liu Xian (刘贤), que havia estado em uma visita oficial à capital Chang'an, eles inclusive jogaram juntos o liubo, jogo de tabuleiro (fortemente vinculada à adivinhação e previsões do futuro). Enquanto estiveram jogando o jogo de tabuleiro, Liu Xian, em seguida, ofendeu o Príncipe Herdeiro Qi, e o Príncipe Qi jogou o tabuleiro de madeira em Liu Xian, matando-o. Liu Pi, assim, tinha grande ódio pelo novo imperador. 
Chao Cuo, aconselhou o Imperador Jing, à usar como desculpa que os príncipes haviam cometido infrações que haviam sido geralmente ignoradas pelo imperador Wen, assim, reduzindo o tamanho dos principados, tornando-os menos ameaçadores. Chao explicitamente fez isso especialmente com Wu e outros principados mais rebeldes, justificando a ação ao afirmar que, se eles estavam se tornando rebeldes, seria melhor enfrentá-los mais cedo do que mais tarde, quando eles poderiam estar mais preparados. Sob essa teoria, o Imperador Jing, em 154 a.C, expulsou cada os comandantes dos principados de Chu (norte da moderna Jiangsu e norte Anhui) e Zhao e seis condados do Principado de Jiaoxi (aproximadamente moderno Weifang, Shandong), antes de expulsar outros dois comandantes de Wu. 
Wu, efetivamente iniciou uma rebelião, em aliança com Chu, Jiaoxi, Zhao, e três outros pequenos principados - Jiaodong (aproximadamente moderno Qingdao, Shandong), Zaichuan (parte moderna de Weifang, Shandong), e Jinan (moderno Jinan, Shandong). Dois outros principados concordaram em aderir, Qi (moderno centro de Shandong) e Jibei (noroeste do moderno Shandong), recuando no momento final. Wu também procurou assistência dos reinos independentes de Donghai (moderno Zhejiang) e Minyue (moderno Fujian), e ambos os reinos uniram forças. Zhao procurou assistência de Xiongnu, mas enquanto Xiongnu inicialmente concordou em ajudar, não chegou a entrar na guerra. 
De acordo com as instruções deixadas pelo imperador Wen, o Imperador Jing, deixou Zhou Yafu como o comandante das suas forças armadas para enfrentar a principal força rebelde - forças conjuntas de Wu e Chu. Contudo, ele logo temeu a perspectiva de perder, e por sugestão do Chao Cuo, ele executou o Ang Yuan, para tentar apaziguar os sete príncipes, em vão. 
As forças de Wu e Chu estavam atacando ferozmente o Principado de Liang (moderna parte oriental de Henan), cujo príncipe Liu Wu, era o amado irmão mais novo do Imperador Jing, e o imperador ordenou à Zhou imediatamente que fosse à Liang para salvá-lo. Zhou recusou, seguindo o raciocínio de que a uma boa estratégia implicaria primeiro no corte do fornecimento para as linhas de Chu e Wu, o que lhes causaria fome. Zhou chefiou suas tropas ao nordeste e ao redor de Liang, cortando os fornecimentos das forças de Wu e Chu. A estratégia foi eficaz. Wu e Chu, não conseguiram capturar Liang rapidamente e percebendo que os seus fornecimentos foram reduzidos, foram para o nordeste atacar Zhou. Depois de ter sido incapaz de obter uma vitória decisiva contra Zhou, as forças Chu Wu desabaram de fome. Liu Pi fugiu para Donghai, que o matou e procurou a paz com Han. Liu Wu, o Príncipe de Chu, cometeu suicídio. Os outros principados envolvidos acabaram derrotados também. 

## Médio reinado e questões de sucessão
Em 153 a.C, porque a Imperatriz Bo não teve um filho, o Imperador Jing tornou seu filho mais velho, Liu Rong (刘荣) príncipe herdeiro. Isso fez a mãe de Liu Rong, a concubina Li (栗姬), que era uma das concubinas favoritas do Imperador Jing, extremamente arrogante. Ela também pensou que se tornaria imperatriz, especialmente após a Imperatriz Bo ser desposta em 151 a.C, nessa época a Grande Imperatriz viúva Bo morreu. A concubina Li odiava a irmão do Imperador Jing, a Princesa Liu Piao, porque muitas vezes a Princesa Piao tinha dado ao seu irmão, mulheres bonitas como concubinas, causando ciúme na concubina Li. Quando a Princesa Piao quis acabar com essa disputa oferecendo sua filha Chen Jiao como esposa para o Principe Rong, a concubina Li recusou. 
A Princesa Piao, ao ver o estado precário em que ela ficaria caso a concubina Li fosse imperatriz viúva um dia, levou a cabo um plano alternativo. Ela deu como esposa à Chen Jiao, Liu Che, a concubina favorita de outro filho do Imperador Jing, Wang Zhi, o Príncipe de Jiaodong. Ela então incessantemente criticou à concubina Li pelo seu ciúme - lembrando que, caso Li se tornasse imperatriz viúva, muitas concubinas poderiam sofrer o destino como o da concubina Qi, concubina favorita do Imperador Gao, que foi torturado e morto pela imperatriz viúva Lü após a morte do Imperador Gao. O Imperador Jing finalmente acordou, e ele despos o Príncipe Rong em 150 a.C. Li faleceria nesse ano. No mesmo ano, Che se tornaria príncipe herdeiro. 
O Príncipe Rong não seria poupado. Em 148 a.C, ele foi acusado de intrusão no templo de seu avô o imperador Wen, ao construir as paredes de seu palácio. Ele foi preso e não autorizado a escrever para seu pai. Sua tia, Dou Ying (窦婴, irmã do irmãi ou primo Dou da imperatriz viúva) escreveu uma carta e cometeu o suicídio. 
Um incidente envolvendo um outro grande potencial herdeiro, o príncipe Wu de Liang, eclodiu em 148 a.C, também. O Príncipe Wu, por causa de suas contribuições para a vitória durante a Revolta dos Sete Estados, foi ainda dado o privilégio de usar as cores e cerimônias imperiais. Membros do seu agregado familiar incentivaram-no a procurar tornar-se príncipe herdeiro. Ele foi favorecido pela imperatriz viúva Dou, mas por oposição dos funcionários, que acreditaram que isso traria instabilidade na dinastia, sua aceitação como tal ficou incerta. Quando o príncipe Wu solicitou autorização para construir uma rodovia diretamente de seu capital Suiyang a Chang'an, os mesmos funcionários, temendo que a estrada pudesse ser utilizada para fins militares se rebelaram em Liang. O Príncipe Wu mandou matar esses funcionários. O Imperador Jing ficou extremamente irritado e enviou para lá muitos pesquisadores para achar os conspiradores, o príncipe Wu, eventualmente renunciou. O Imperador Jing, com medo de ofender a mãe e ainda carinhoso para o seu irmão, perdoou o príncipe Wu, mas ele deixou de ser considerada como possível herdeiro. 

## Final do reinado
O final do reinado do imperador Jing foi marcado por um incidente ao qual ele foi profundamente criticado - a morte de Zhou Yafu, que tinha sido determinante na vitória contra o Sete Estados. Zhou, ao se tornar posteriormente primeiro-ministro, ofenderia praticamente todos os poderosos ao redor do Imperador Jing - seu irmão príncipe Liu Wu e sua mãe, a imperatriz viúva Dou (por ter se recusado à salvar primeiro Liang das forças de Wu e Chu), e sua esposa a Imperatriz Wang, e seu irmão Wang Xin (王信), a quem Imperador Jing pretendia tornar um marquês, mas cuja candidatura foi recusada por Zhou. Em torno de 143 a.C, ele estava aposentado, quando o seu filho, em antecipação a sua morte, comprou armaduras e armas de soldados aposentados do arsenal imperial para servir como enfeites no enterro de seu pai. O filho de Zhou se recusou a pagar aos trabalhadores, em retaliação, Zhou foi acusado de traição. Zhou Yafu foi detido e interrogado pelo Imperador Jing, e quando informado que as armaduras e armas eram para fins de enterro, o acusou de "traição subterrânea" - ou seja, pronto para cometer traição contra os espíritos dos imperadores depois que ele morresse. Zhou cometeu suicídio na prisão. 
O Imperador Jing morreu em 141 a.C.e foi enterrado no mausoléu piramidal de Yangling em Chang'an. Ele foi sucedido pelo Príncipe Herdeiro Che (como Imperador Wu). 

## Impacto na história chinesa
Conforme mencionado antes, o Imperador Jing é um personagem histórico complicado. Seu reinado, juntamente com o de seu pai imperador Wen, é considerado como sendo uma das idades de ouro na história chinesa. No entanto, é também evidente a partir de suas ações que lhe faltava a autoridade que seu pai tinha, e em muitas maneiras o seu reinado foi marcado por intrigas políticas e traições. O Imperador Jing também pode ser creditado por ter aprofundado o estudo dos textos taoistas.

## Informações pessoais
- Pai 
  - Imperador Wen de Han
- Mãe 
  - Imperatriz Dou
- Esposas 
  - Imperatriz Bo (deposto 151 aC)
  - Imperatriz Wang Zhi, mãe do Imperador Wu
- Concubinas mais importantes
  - Li (m. 150 aC), mãe do príncipe Rong, De, e E
  - Cheng, mãe do príncipe Yu, Fei, e Duan
  - Jia, mãe do príncipe Pengzu e Sheng
  - Tang, mãe do príncipe Fa
  - Wang, mãe do príncipe Yue, Ji, Cheng, e Shun
- Filhos
  - Liu Rong (刘荣), Príncipe Herdeiro (criado em 153 a.C, deposto em 150 a.C), depois da Princesa Min Linjiang (criada em 150 a.C), cometeu suicídio em 148 a.C.
  - De Liu (刘德), Príncipe de Xian Hejian (criado em 155 a.C, d. 130 a.C.)
  - Liu E (刘阏), o príncipe Ai de Linjiang (criado em 155 a.C, d. 153 a.C.)
  - Liu Yu (刘余), Príncipe de Huaiyang (criado em 155 a.C), depois de Prince Gong Lu (criado em 154 aC, d. 127 a.C.)
  - Liu Fei (刘非), Príncipe de Runan (criado em 155 a.C), depois de Prince Yi Jiangdu (criado em 154 aC, d. 127 a.C.)
  - Liu Pengzu (刘彭祖), Príncipe de Guangchuan (criado em 155 a.C), mais tarde Prince Jingxu de Zhao (criados 152 aC, d. 92 a.C.)
  - Liu Fa (刘发), Prince Ding de Changsha (criado em 155 a.C, d. 128 a.C.)
  - Liu Duan (刘端), Príncipe de Yu Jiaoxi (criado em 154 a.C, d. 108 a.C.)
  - Liu Sheng (刘胜), o príncipe Jing de Zhongshan (criado em 154 a.C, d. 114 a.C.)
  - Liu Che (刘彻), Príncipe de Jiaodong (criado em 153 a.C), então Príncipe Herdeiro (criados 150 a.C), depois o Imperador Wu Han
  - Liu Yue (刘越), Príncipe de Guangchuan Hui (criado em 148 a.C, d. 136 a.C.)
  - Liu Ji (刘寄), Príncipe de Jiaodong Kang (criado em 148 a.C, d. 120 a.C.)
  - Liu Cheng (刘乘), o príncipe Ai de Qinghe (criado em 148 a.C, d. 136 a.C.)
  - Liu Shun (刘舜), Príncipe de Xian Changshan (criado em 145 a.C, d. 114 a.C.)
  - Princesa Pingyang
  - Princesa Nangong
  - Princesa Longlü